# 小行星23257
小行星23257（23257 Denny）是一颗绕太阳运转的小行星，为主小行星带小行星。该小行星于2000年12月29日发现。

## 轨道参数
小行星23257的轨道半长轴为2.5379358 UA，离心率为0.110。